# سینمای کردی

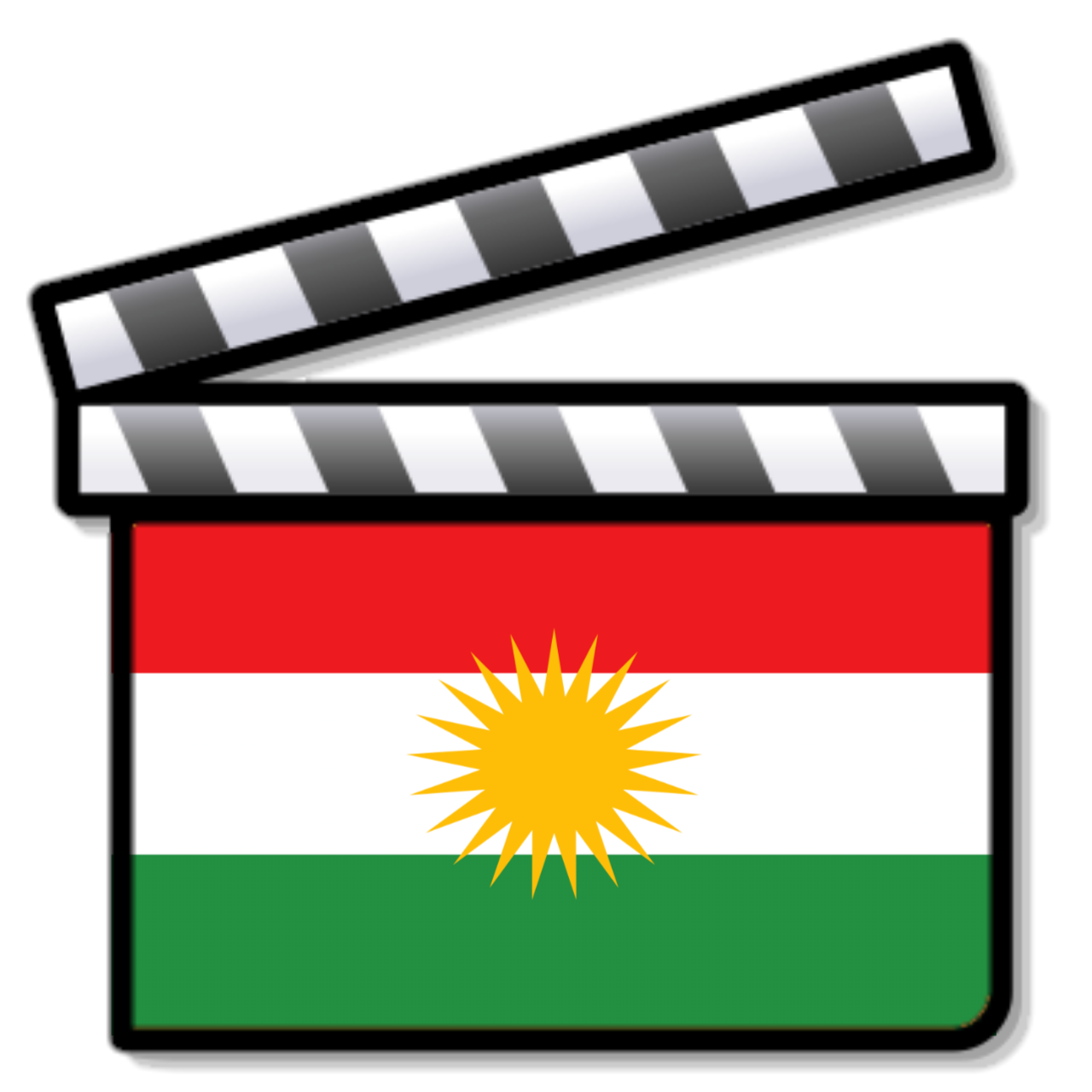

پوستر فیلم زاره، تولید ۱۹۲۶ در شوروی.

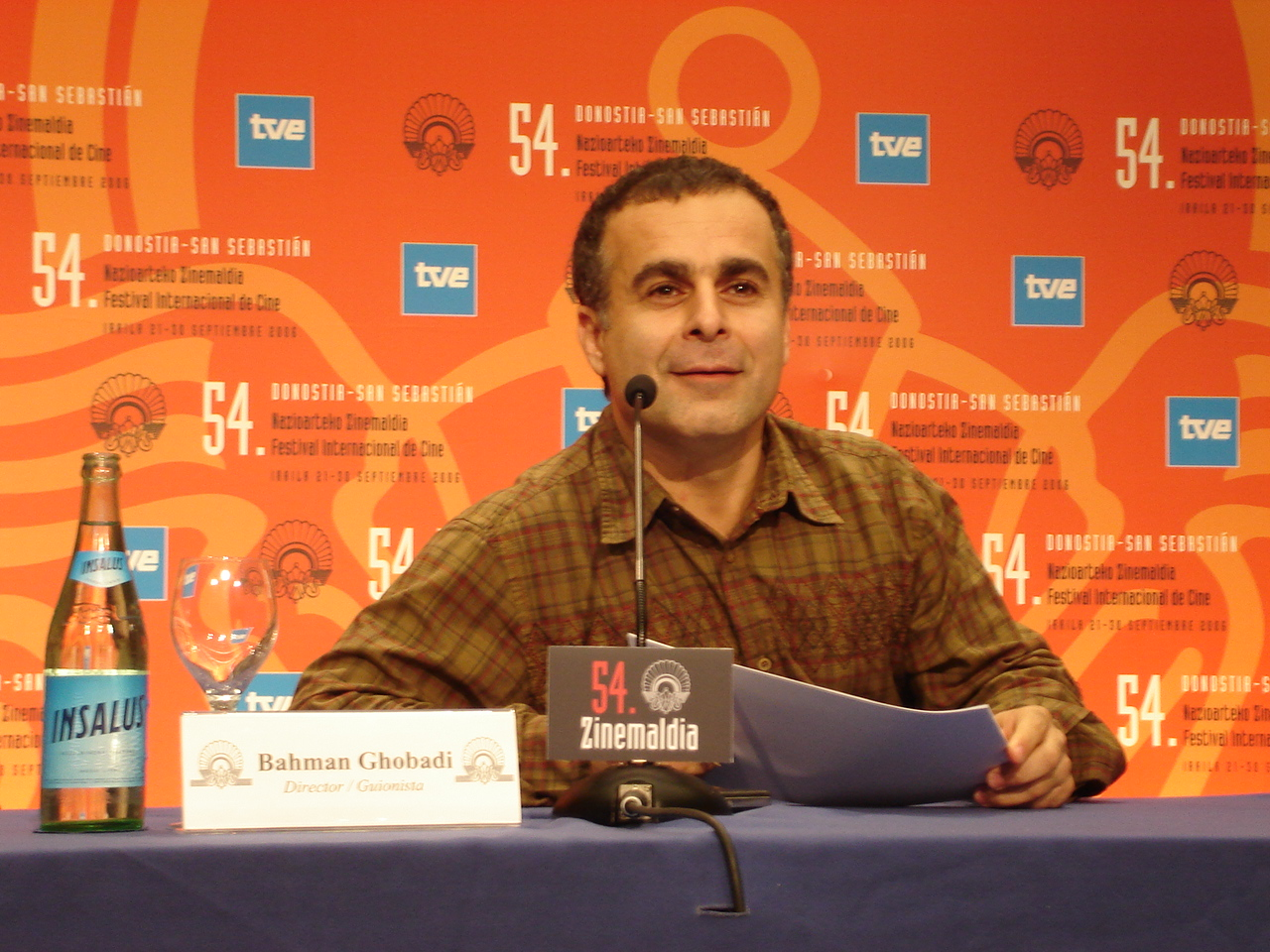
بهمن قبادی، کارگردان کرد ایرانی که دو بار جایزه صدف طلایی جشنواره فیلم سن‌سباستین را از آن خود کرد.

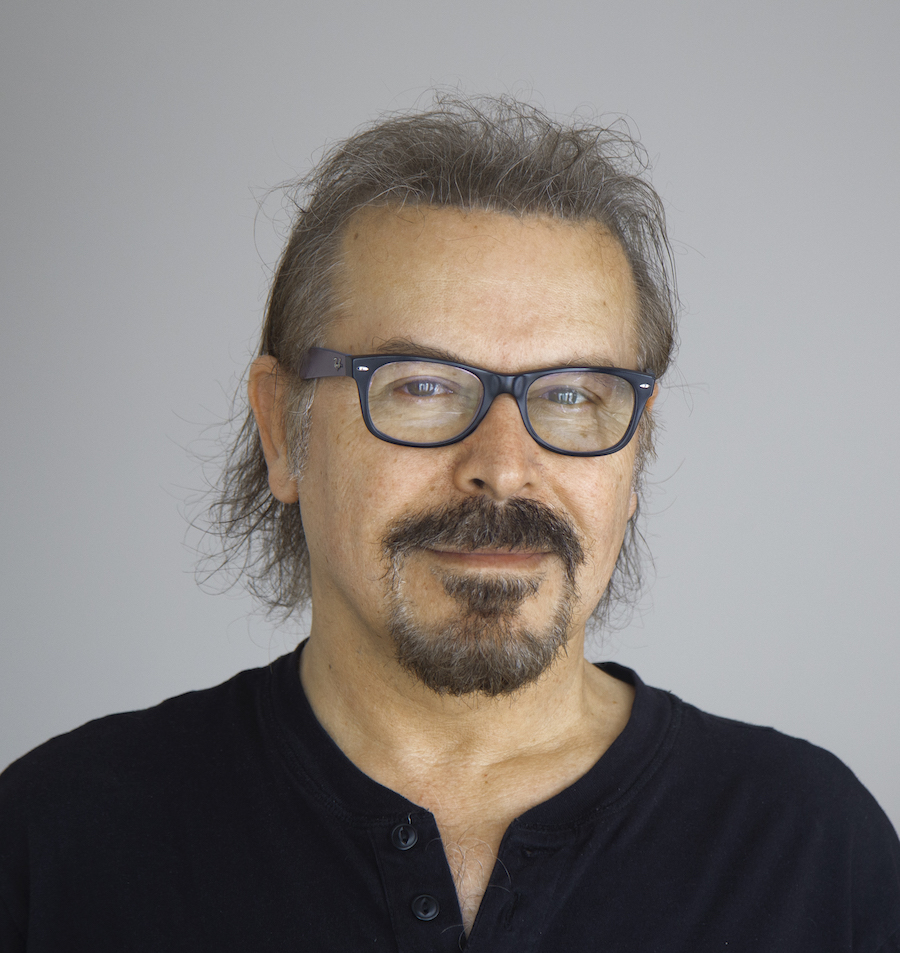
جانو روژبیانی، کارگردان فیلم ژیان.

سینمای کُرد یا سینمای کُردی به جریانی در سینما گفته می‌شود که در حال تولید و ارائه فیلم به زبان کُردی و با محوریت موضوعی فرهنگ و تاریخ مردم کُرد در جغرافیای کشورهای ایران، عراق، ترکیه، سوریه و نیز تولیدات پراکنده در سایر نقاط جهان به‌ویژه در کشورهای اروپایی است.
سینمای کُردی بر مردم کُرد و فرهنگ، تاریخ و زندگی آن‌ها تمرکز دارد. وضعیت کُردها به عنوان مردمی فاقد دولت به سینمای خاص آن‌ها شکل داده‌است. سینمای کُردی غالباً نارضایتی‌های اجتماعی، ستم، شکنجه، نقض حقوق بشر و زندگی کُردها همچون غریبه در جامعه و البته مبارزات آن‌ها را در برابر این وضعیت نشان می‌دهد. سینمای کُردی اهمیت بالایی برای کُردها دارد، چرا که به صورتی هنرمندانه فرصتی را بر جلب توجه به وضعیت کُردها فراهم می‌کند. با این وجود به دلیل سرکوب دولتی اغلب فیلم‌ها در تبعید ساخته شده‌اند. بهترین مثال از این مسئله مربوط به ترکیه است که در آنجا کُردها تا سال ۱۹۹۱ اجازه نداشتند به زبان بومی خودشان فیلم بسازند و این مسئله سبب شد تا گسترش فیلم‌هایشان دشوارتر شود.

## تاریخچه
اولین فیلمی که در تاریخ سینما و در قالب یک فیلم داستانی، تصویری مستند از کُردهای ایزدی ساکن ارمنستان ارائه کرد، فیلم «زاره» تولید سال ۱۹۲۶ روسیه و اثر فیلم‌ساز ارمنی هامو بیک‌نازاریان بود؛ اما آثار سینمایی فیلم‌ساز کرد اهل ترکیه یلماز گونای با فیلم هایی چون رمه (۱۹۷۸)، دیوار (۱۹۸۳) و مشخصاً فیلم تحسین‌شده‌اش جاده (۱۹۸۲) را می‌توان جدی‌ترین قدم برای شکل‌گیری یک رویکرد جدید سینمایی دانست.
در سال ۱۹۹۹ فیلم ایرانی «زمانی برای مستی اسب‌ها» به زبان کردی و در جغرافیای کردستان با قصه و قهرمانان بومی، مرزهای قومی و ملی را درنوردید و در اولین حضور جهانی‌اش به‌عنوان بهترین فیلم اول یک کارگردان از معتبرترین جشنواره هنری جهان «کن فرانسه» جایزه دوربین طلایی را کسب کرد و عملاً به پدیده جشنواره‌های معتبر جهانی تبدیل شد.

## فیلمسازان
- ییلماز گونی
- هنر سلیم
- بهمن قبادی
- مانو خلیل
- جانو روژبیانی
- هشام زمان
- ابراهیم سعیدی
- جمیل رستمی
- کارزان قادر
- کیوان کریمی
- نظام‌الدین آریچ
- شوکت امین کرکی
- یوکسل یاووز
- یشیم اوستااوغلو
- شهرام مسلخی
- کاظم از
- ارسلان امیری
- طاها كريمي
- سالم صلواتي

## فیلم‌ها
- زالاوا، ۲۰۲۱
- ال کلاسیکو، ۲۰۱۶
- عاشق‌ها ایستاده می‌میرند، ۲۰۱۵
- پرچم بدون کشور، ۲۰۱۵
- مردان، ۲۰۱۴
- خاطرات روی سنگ، ۲۰۱۴
- سرزمین شیرین فلفلی من، ۲۰۱۳
- هیلانه، ۲۰۱۳
- بیکس، ۲۰۱۲
- کوهستان قندیل، ۲۰۱۰
- ماندوو، ۲۰۱۰
- ژانی گل، ۲۰۰۷
- دهل، ۲۰۰۷
- نیوه‌مانگ، ۲۰۰۶
- مرثیه برف، ۲۰۰۵
- ودکا لیموترش، ۲۰۰۴
- لاک‌پشت‌ها هم پرواز می‌کنند، ۲۰۰۴
- ژیان، ۲۰۰۲
- آوازهای سرزمین مادری‌ام، ۲۰۰۲
- زمانی برای مستی اسب‌ها، ۲۰۰۰
- جاده، ۱۹۸۲